# ナ・イヌ
ナ・イヌ（나인우、1994年9月17日 - ）は、韓国の俳優。ナ・インウとの表記もある。本名・旧芸名はナ・ジョンチャン（나종찬）。当初は本名で活動していたが、2019年から現在の芸名に改名した。

## 来歴
光州広域市出身。檀国大学校公演映画学部演劇専攻卒業。
JYPエンターテインメントの練習生を経て、2013年にミュージカル『僕らのイケメン青果店』でデビュー。
主にテレビドラマを中心に出演、2020年の『哲仁王后〜俺がクイーン!?』のキム・ビョンイン役で注目される。2021年の『月が浮かぶ川』で当初オン・ダル役を演じていたジスが中学時代に校内暴力を行っていたという趣旨の暴露を受け降板、その代役で第7話から出演した。その演技で、第35回KBS演技大賞新人俳優賞とベストカップル賞（キム・ソヒョンと共に）を受賞した。
2022年からバラエティ番組『1泊2日』に出演している。
2021年、韓国の徴兵制度に基づき、韓国軍による身体検査で4級補充役の判定を受けたが、兵務庁からの招集通知が3年間届かなかったことから、2024年12月に兵役免除となった。

## 主な出演作品

### テレビドラマ
- 輝くか、狂うか（2015年、MBC） - セウォン 役
- 愛するウンドン（2015年、JTBC） - ジェホ（20代） 役
- 我が家のロマンス（2015年-2016年、MBC） - パク・テリョン 役
- マイ・ドリーム 君にスパーク！（2016年、NAVER TV） - ユン・ガオン 役
- シンデレラと4人の騎士（2016年、tvN） - ジュンス 役
- 黄金のポケット（2016年、MBC） - ユン・ジサン 役
- ちょっと敏感でも大丈夫（2018年、CJ ENM） - ジホ 役
- 最高のチキン（2019年、iHQ DRAMA＝MBN） - イ・ジンサン 役
- 愛よ、お願い（2019年、KBS 1TV） - ウォンジュン 役
- 花道だけ歩きましょう（2019年、KBS 1TV） - ナム・イナム 役
- サンガプ屋台（2020年、JTBC） - キム・ウォニョン 役
- 哲仁王后〜俺がクイーン!?（2020年、tvN） - キム・ビョンイン 役
- 王女ピョンガン 月が浮かぶ川（2021年、KBS2） - オン・ダル 役
- 遠見には緑の春（2021年、KBS2） - ヨ・ジュンワン 役
- 彼女のバケットリスト（2021年、KakaoTV） - カン・ハンソル 役
- クリーニングアップ（2022年、JTBC） - イ・ドゥヨン 役
- ジンクスの恋人（2022年、KBS2） - コン・スグァン 役
- ゴールデンスプーン（2022年、MBC） - ファン・テヨン 役（特別出演）[14]
- ずっとあなたを待っていました (2023年) - オ・ジンソン
- 私の夫と結婚して（2024年、tvN）- ユ・ジヒョク 役
- モーテル・カリフォルニア　(2025年、MBC) - ヨンス　役
- 初恋DOGs（2025年、TBS） - ウ・ソハ 役[15]

### 映画
- 二十歳（2015年） - トンウォン 役
- フェイスレス 顔のないボス（2019年）
- 彼女のバケットリストTHE MOVIE（2021年） - カン・ハンソル 役[16]
- 同感〜時が交差する初恋〜（2022年） - オ・ヨンジ役